# Palaemnema angelina
Palaemnema angelina – gatunek ważki z rodziny Platystictidae. Występuje na terenie Ameryki Środkowej.